# اویلتون، تگزاس
اویلتون (به انگلیسی: Oilton) یک منطقهٔ مسکونی در ایالات متحده آمریکا است که در شهرستان وب، تگزاس واقع شده‌است. اویلتون ۱۵۲ نفر جمعیت دارد و ۲۶۲ متر بالاتر از سطح دریا واقع شده‌است.